# Покајник
Покајник (енгл. Honest Thief) је амерички акциони трилер филм из 2020. године у режији Марка Вилијамса. Сценарио потписују Стив Алрих и Вилијамс, док су продуценти филма Вилијамс, Мајлс Нестел, Тај Данкан и Крејг Чапмен. Музику је компоновао Марк Ајшам.
Насловну улогу тумачи Лијам Нисон као остарели лопов Том Картер, док су у осталим улогама Кејт Волш, Џај Кортни, Џефри Донован, Ентони Рамос и Роберт Патрик. Светска премијера филма је била одржана 16. октобра 2020. у Сједињеним Америчким Државама.
Буџет филма је износио 30 милиона долара, а зарада од филма је 31,1 милиона долара.

## Радња
Шуњајући се годинама око Бостона, Том Долан, бивши амерички маринац и стручњак за експлозиве, постао је професионални лопов, зарадивши надимак "Брзи Бандит" због својих вештих метода када су у питању крађе велике количине новца који он никад не троши, пошто је Том у томе због узбуђења које му пљачке пружају. Он окрене нови лист када упозна и заљуби се у Ени Вилкинс, апсолвенткињу психологије која ради у фирми која изнајмљује складишта. 
Годину дана касније Том покуша да се преда ФБИ-ју у замену за кратку затворску казну како би могао да остави своју криминалну прошлост за собом. Агент ФБИ-ја Сем Бејкер га не схвати озбиљно, пошто је у прошлости већ добио неколико лажних признања, и пошаље своје подређене Џона Нивенса и Рамона Хола да га испитају. Том их упути ка складишту у којем је новац сакривен, али Нивенс убеди Хола да украду новац и задрже га за себе. Нивенс и Хол држе Тома уз уперене пиштоље у његовом хотелу где он открије да је две трећине новца сакрио негде другде као монету за поткусуривање, али се Бејкер неочекивано појави на лицу места; Нивенс убије Бејкера, а Том је принуђен да побегне са Ени када она такође стигне у хотел.
Том исприча Ени све и нареди јој да побегне, страхујући за њену безбедност. Међутим, она се врати у складиште по снимак са видео-надзора на којем су Нивенс и Хол како краду новац. Нивенс и Хол се појаве, а Нивенс ошамути Ени, али га све невољнији Хол на превару убеди да је она мртва и узме снимак на Нивенсово незнање. Том нађе Ени и журно је превезе у болницу. Он затим побегне од полицијске потере, порази Бејкеровог партнера Шона Мајерса у борби песницама и саопшти му шта се заиста догодило пре бекства. Нивенс оде до болнице да убије Ени, али не може да јој се приближи јер Мајерс седи у њеној соби. Мајерс схвати да Том говори истину након што види да се Нивенсова прича не слаже и врати му Холов пиштољ који је Том дао Мајерсу, без муниције, као доказ током њихове борбе.
Том постави заседу Холу у његовом дому и убеди га да преда снимак са сигурносне камере и ода локацију штека у којем је новац задржан. Хол упозори Тома да је Енин живот у опасности, те Том одведе Ени из болнице и одвезе је на безбедно место пре него што уништи Нивенсову кућу. Том затим пошаље Ени да да Мајерсу снимак са сигурносне камере и одведе га до остатка новца у другом складишту као знак добре вере. Нивенс побегне до штека и сретне се са Холом, где их пресретне Том. Када Нивенс открије да је Хол предао снимак са сигурносне камере, он га убије у нападу беса, рани Тома и побегне. Предвидевши његове потезе, Том постави ћорак-бомбу у Нивенсов аутомобил, приморавши га да позове антидиверзантску јединицу да је деактивира. Мајерс ухапси Нивенса и узме украдени новац из његовог аутомобила. Након Нивенсовог хапшења открива се да је покајнички Хол на Томов захтев озвучио своје тело минијатурним снимачем гласа који је уватио Нивенса како признаје да је убио Бејкера као и како Нивенс убија Хола.
Мајерс прими снимач гласа, чиме је Том ослобођен оптужбе за убиство Бејкера. Ослобођен оптужби за убиства, Том се преда, а Мајерс му обећа да ће покушати да издејствује блажу казну за Тома. Мајерс изрази поштовање према Томовим делима разоткривања Нивенса и његове предаје зарад Ени, уз опаску да би у неким другим околностима Том био добар агент ФБИ-ја.

## Улоге
| Глумац        | Улога            |
| ------------- | ---------------- |
| Лијам Нисон   | Том Долан        |
| Кејт Волш     | Ени Вилкинс      |
| Џај Кортни    | агент Џон Нивенс |
| Џефри Донован | агент Шон Мајерс |
| Ентони Рамос  | агент Рамон Хол  |
| Роберт Патрик | агент Сем Бејкер |